# Columbus (paquebot transatlantique)
Pour les articles homonymes, voir Columbus.
Le Columbus est un paquebot transatlantique construit en Allemagne pour la Norddeutscher Lloyd. Il devait à l'origine être nommé Hindenburg.

### Filmographie
- Die letzte Fahrt der « Columbus », Film de Reinhard Joksch, documentaire de Radio Bremen, 2008 : (le film documente la période de l'été à décembre 1939, et suit le sort de l'équipage après le naufrage du navire).